# 履修
履修（りしゅう）とは、学校（大学などを含む）などにおいて、単位を修得するために特定の科目を学ぶ（授業を受ける）ことである。
進級・卒業を認可する条件として、履修のみでよい場合を「履修主義」、修得もする必要がある場合を「修得主義」という。どちらも課程主義の一形態である。履修主義と修得主義の項目も参照。

## 後期中等教育における履修
日本の後期中等教育（高等学校、中等教育学校の後期課程など）において履修（りしゅう）とは、ある科目を学校の定めた教育課程に従って学習したことをいう。
2003年に施行された高等学校学習指導要領（以下、学習指導要領）においては、履修の結果、学習の成果が認められれば、修得が認められることとなっている。従って、教科に含まれる各科目については、履修することが修得の要件のひとつとなっている。ただし、総合的な学習の時間には履修の概念がないため、この時間を学習することが要件のひとつとなっている。

### 必履修科目
学習指導要領には、卒業までにすべての生徒が次の科目を履修することと定められている。これらの科目を必履修科目という。

#### 専門教育の学科と総合学科
商業科、工業科など、専門教育を主とする学科では、必履修科目の他、専門に関わる科目を25単位以上履修することとなっている。ただし、一定の条件下で、5単位まで、普通科目を25単位の中に組み入れることができる。
総合学科にあっては、産業社会と人間(2 - 4単位)を入学年次に履修することになっている。

#### 学校必修科目
学校によっては、学習指導要領の定める必履修科目の他に、学校のすべての生徒が履修すべき科目を定めていることがある。また、時間割上すべての生徒が学習する科目を「必修科目」と呼び、その他の科目を「選択科目」と呼ぶことがある。

#### 総合的な学習の時間
高等学校では、総合的な学習の時間には履修の概念はないが、総合的な学習の時間を、卒業までに105 - 210時間（3 - 6単位相当）を標準として学習することとなっている。

### 履修の認定
全日制、定時制の高等学校のほとんどでは、各科目の授業への出席時数が基準を満たし、かつ試験などにおいて評価基準に達していれば、履修したと認められる。出席日数の基準は学校によって異なるが、多くは全授業数の3分の2程度である。ただし、全授業数の5分の4以上の出席が必要な学校もある。